# Agathosma martiana
Agathosma martiana är en vinruteväxtart som beskrevs av Otto Wilhelm Sonder. Agathosma martiana ingår i släktet Agathosma och familjen vinruteväxter. Inga underarter finns listade i Catalogue of Life.